# Jaulny
 Jaulny  là một xã của tỉnh Meurthe-et-Moselle, thuộc vùng Grand Est, đông bắc nước Pháp. Xã này nằm ở khu vực có độ cao trung bình 254 mét trên mực nước biển.
Thị trấn nằm ở hữu ngạn sông Rupt de Mad, sông chảy theo hướng bắc qua thị trấn.